# Abadía de San Emerano

Escudo de armas de la abadía de San Emmeram.

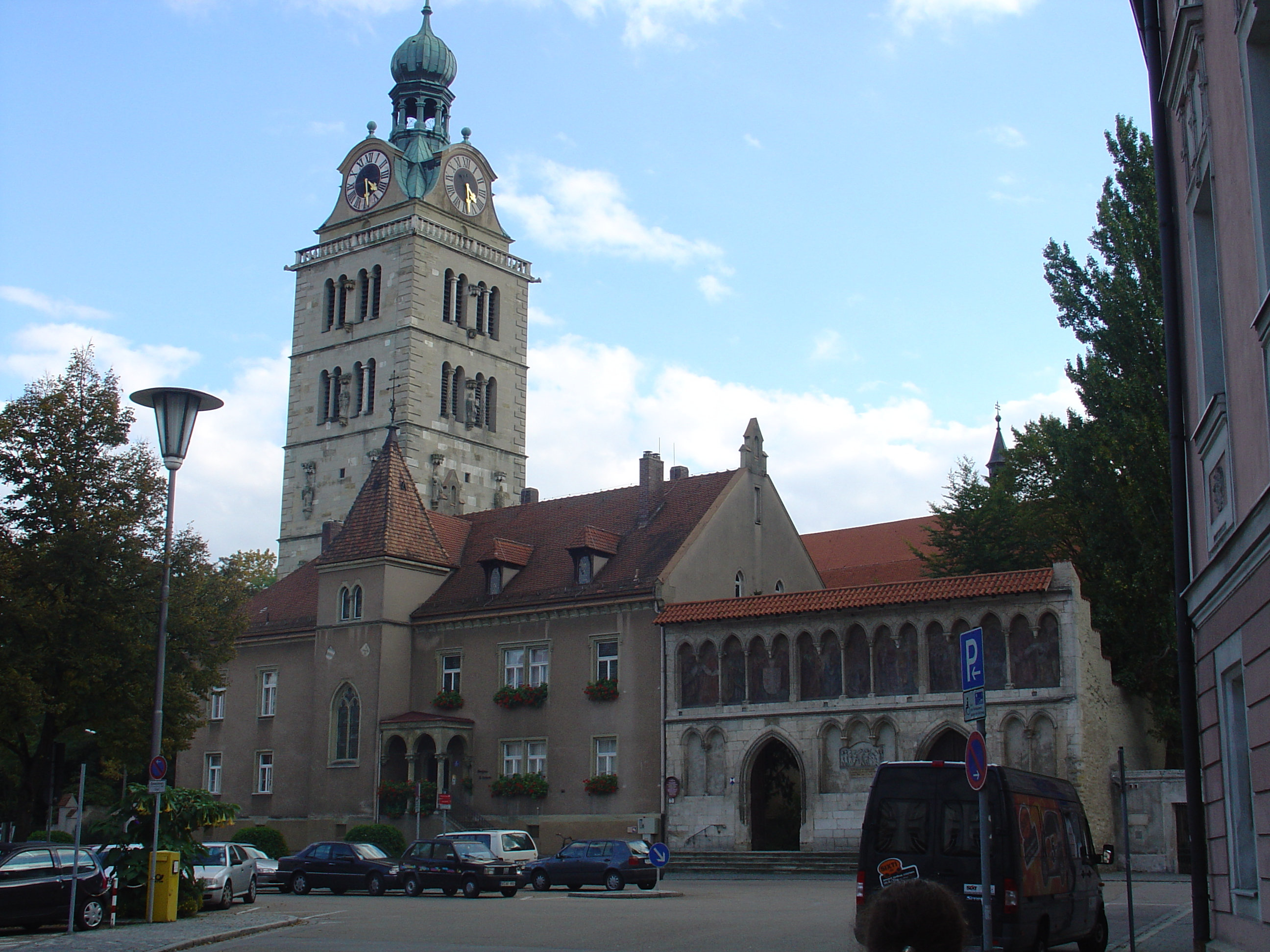
Vista de la iglesia abacial

La Abadía de San Emerano (Kloster Sankt Emmeram en alemán), fue una abadía benedictina fundada alrededor del año 739 en Ratisbona (Baviera), al sur de la Alemania contemporánea, sobre el sepulcro del obispo misionero francés Emerano de Ratisbona.
Actualmente se encuentra dividida entre el palacio de la Casa de Thurn y Taxis y la Basílica de San Emerano.
La iglesia abacial tiene la consideración de basílica menor desde el 18 de febrero de 1964.